# روميو ألميدا
روميو ألميدا هو لاعب كرة قدم برتغالي في مركز الهجوم، ولد في 8 أكتوبر 1974 في فييرا في البرتغال. شارك مع منتخب البرتغال لكرة القدم. أما مع النوادي، فقد لعب مع فيتوريا دي غيماريش ونادي بورتو ونادي بيلينينسش ونادي ماريتيمو.

## وصلات خارجية
- روميو ألميدا على موقع قاعدة بيانات كرة القدم.إي يو (الإنجليزية)
- روميو ألميدا على موقع ناشيونال فوتبول تيمز (الإنجليزية)